# Duncan Armstrong
Duncan John D'Arcy Armstrong, född 7 april 1968 i Rockhampton i Queensland, är en australisk före detta simmare.
Armstrong blev olympisk guldmedaljör på 200 meter frisim vid sommarspelen 1988 i Seoul.